# Meindert van Buuren junior

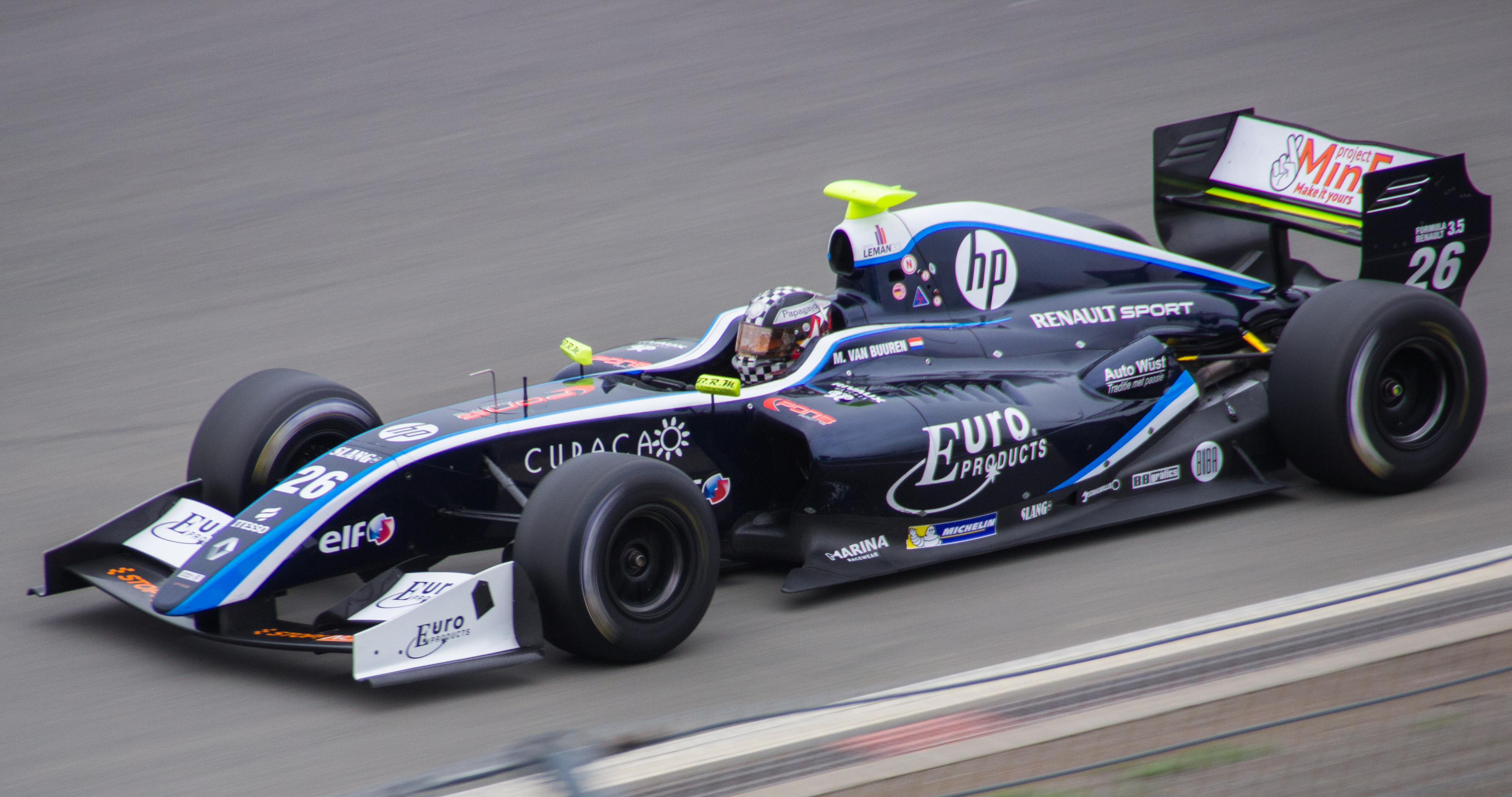
Meindert van Buuren jr. beim ersten Rennen der Formel Renault 3.5 auf dem Nürburgring 2014

Meindert van Buuren junior (* 5. Januar 1995) ist ein niederländischer Automobilrennfahrer. Er startete 2014 und 2015 in der Formel Renault 3.5.

## Karriere
Van Buuren begann seine Motorsportkarriere 2004 im Kartsport, in dem er bis 2012 aktiv blieb. 2011 debütierte er zudem im Formelsport. Für Van Amersfoort Racing trat er in der nordeuropäischen Formel Renault an und wurde 21. in der Fahrerwertung. Darüber hinaus absolvierte er vier Veranstaltungen des Formel Renault 2.0 Eurocup. 2012 wechselte van Buuren zu Manor MP Motorsport und blieb in beiden Serien aktiv. In der nordeuropäischen Formel Renault erreichte er mit einem dritten Platz als bestem Resultat den elften Platz in der Fahrerwertung, während sein Teamkollege Jordan King Vizemeister wurde. Im Formel Renault 2.0 Eurocup nahm er an einer Veranstaltung nicht teil und erreichte den 32. Gesamtrang.
2013 blieb van Buuren bei Manor MP Motorsport und wechselte in die Auto GP. Beim Rennen in Mugello kam er auf dem ersten Platz ins Ziel. Nach dem Rennen wurde er jedoch mit einer Zeitstrafe belegt, da er die weiße Linie an der Boxenausfahrt nach dem Boxenstopp überfahren hatte. Er fiel auf den zehnten Platz zurück. Mit einem zweiten Platz als bestem Platz beendete er die Saison auf dem neunten Platz der Fahrerwertung. 2014 trat van Buuren für Pons Racing in der Formel Renault 3.5 an. Ein fünfter Platz war sein bestes Ergebnis. Er setzte sich intern gegen seine Teamkollegen durch und wurde 19. im Gesamtklassement. 2015 wechselte van Buuren innerhalb der Formel Renault 3.5 zu Lotus. Nachdem es bereits beim vierten Rennwochenende auf dem Hungaroring zu vertraglichen Auseinandersetzungen zwischen van Buuren und Lotus gekommen war, löste Lotus den Vertrag mit van Buuren danach auf. Für die fünfte Veranstaltung in Spielberg kehrte van Buuren zu Pons Racing zurück, deren regulärer Fahrer Philo Paz Armand wegen Visa-Problemen pausierte. Er verbesserte sich dennoch auf den 15. Gesamtrang. Nach seinem Aus in der Formel Renault 3.5 wechselte van Buuren zu MP Motorsport in die GP2-Serie und nahm dort an einer Veranstaltung teil.

## Statistik

### Karrierestationen
| - 2004–2012: Kartsport - 2011: Nordeuropäische Formel Renault (Platz 21) - 2011: Formel Renault 2.0 Eurocup (Platz 39) | - 2012: Nordeuropäische Formel Renault (Platz 11) - 2012: Formel Renault 2.0 Eurocup (Platz 32) - 2013: Auto GP (Platz 9) | - 2014: Formel Renault 3.5 (Platz 19) - 2015: Formel Renault 3.5 (Platz 15) - 2015: GP2-Serie |

### Einzelergebnisse in der Formel Renault 3.5
| Jahr | Team        | 1   | 2   | 3   | 4   | 5   | 6   | 7   | 8   | 9   | 10  | 11  | 12  | 13  | 14  | 15  | 16  | 17  | Punkte | Rang |
| ---- | ----------- | --- | --- | --- | --- | --- | --- | --- | --- | --- | --- | --- | --- | --- | --- | --- | --- | --- | ------ | ---- |
| 2014 | Pons Racing | MNZ | MNZ | ALC | ALC | MON | SPA | SPA | MOS | MOS | NÜR | NÜR | HUN | HUN | LEC | LEC | JRZ | JRZ | 21     | 19.  |
| 2014 | Pons Racing | 9   | DNF | 14  | 11  | 10  | 12  | 9   | NC  | 18  | 14  | DNF | 16  | 5   | DNF | 14  | 7   | 15  | 21     | 19.  |
| 2015 | Lotus       | ALC | ALC | MON | SPA | SPA | HUN | HUN | SPI | SPI | SIL | SIL | NÜR | NÜR | LMS | LMS | JRZ | JRZ | 20     | 15.  |
| 2015 | Lotus       | 5   | 6   | DNF | 11  | 10  | 16  | 10  |     |     |     |     |     |     |     |     |     |     | 20     | 15.  |
| 2015 | Pons Racing |     |     |     |     |     |     |     | DNF | DNF |     |     |     |     |     |     |     |     | 20     | 15.  |

### Einzelergebnisse in der GP2-Serie
| Jahr | Team          | 1   | 2   | 3   | 4   | 5   | 6   | 7   | 8   | 9   | 10  | 11  | 12  | 13  | 14  | 15  | 16  | 17  | 18  | 19  | 20  | 21  | 22  | Punkte | Rang |
| ---- | ------------- | --- | --- | --- | --- | --- | --- | --- | --- | --- | --- | --- | --- | --- | --- | --- | --- | --- | --- | --- | --- | --- | --- | ------ | ---- |
| 2015 | MP Motorsport | BRN | BRN | ESP | ESP | MON | MON | AUT | AUT | GBR | GBR | HUN | HUN | BEL | BEL | ITA | ITA | RUS | RUS | BRN | BRN | UAE | UAE | 0      | –    |
| 2015 | MP Motorsport |     |     |     |     |     |     |     |     |     |     |     |     |     |     | DNF | DNS |     |     |     |     |     |     | 0      | –    |